# Jimmy Hogan

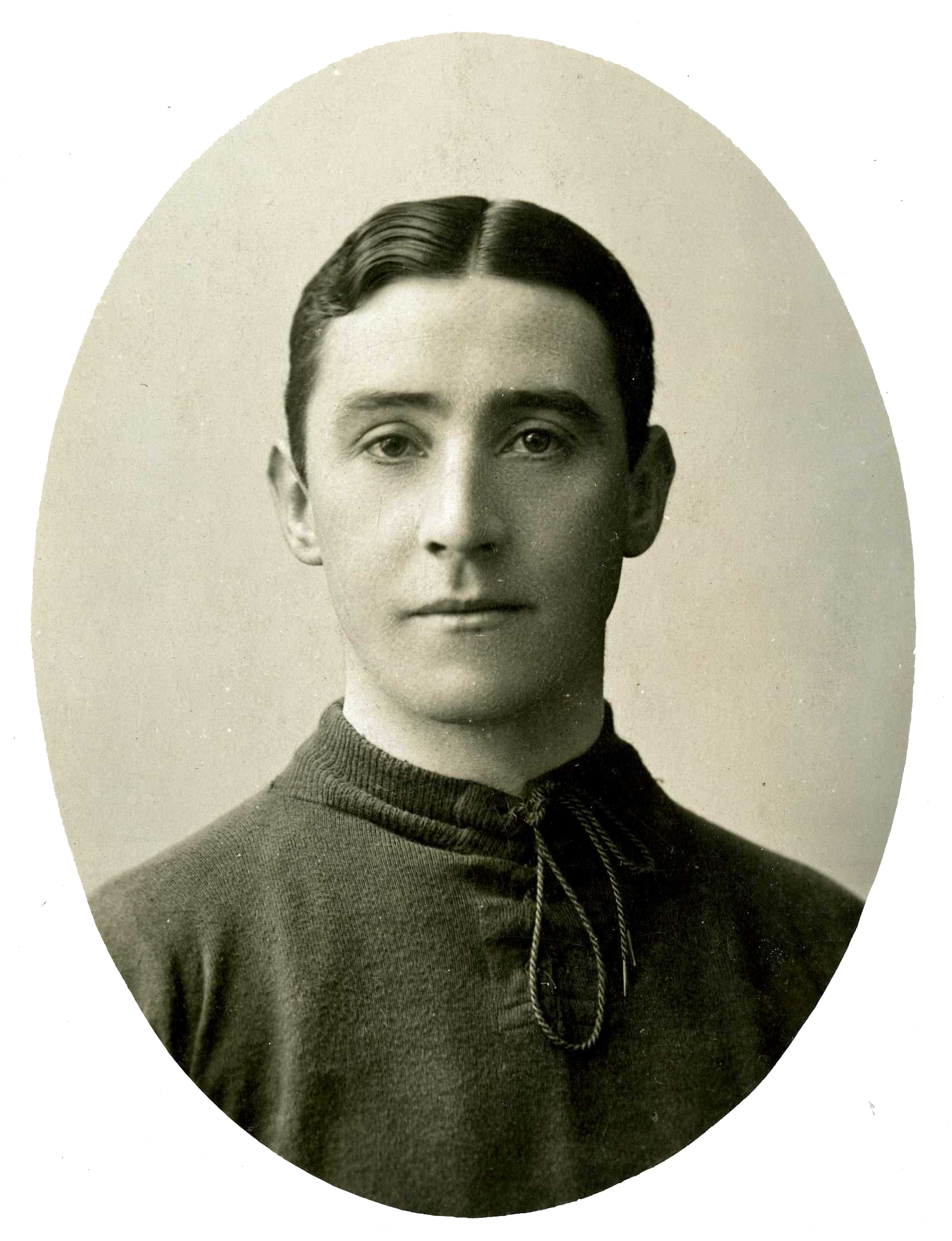
Jimmy Hogan (1908)

James ("Jimmy") Hogan (Nelson, 16 oktober 1882 –  Burnley, 30 januari 1974) was een Engels voetballer en voetbalcoach van Ierse komaf.
Hogan speelde tussen 1902 en 1913 voor Rochdale Town, Burnley FC, Nelson FC, Fulham FC, Swindon Town en Bolton Wanderers.
Met Bolton speelde hij ook oefenwedstrijden op het Europese vasteland en na een zege op D.F.C. werd hij als coach gevraagd. In 1910 was hij ook eenmaal bondscoach van het Nederlands voetbalelftal als vervanger van Edgar Chadwick in de met 2-1 gewonnen wedstrijd tegen Duitsland. Hij speelde nog een seizoen bij Bolton voor hij naar Oostenrijk ging waar hij Austria Wien trainde en assistent bondscoach van het Oostenrijks voetbalelftal bij de Olympische Zomerspelen in 1912 onder Hugo Meisl. Bij het uitbreken van de Eerste Wereldoorlog werd hij in geïnterneerd maar al snel mocht hij weer aan de slag. Hij trainde Austria en First Vienna FC en hield zich ook met de Oostenrijkse ploeg bezig. In 1916 ging hij naar MTK Boedapest waarmee hij in 1917 en 1918 kampioen van Hongarije werd.
In 1918 keerde terug naar Engeland en werd logistiek manager bij een firma in Liverpool. In 1922 ging hij naar Zwitserland als coach van BSC Young Boys en assistent van het Zwitsers voetbalelftal. In 1924 ging hij naar FC Lausanne-Sport en in 1925 keerde hij terug bij MTK Boedapest. In 1927 ging hij voor de Midden-Duitse voetbalbond werken en in 1928 werd hij trainer bij Dresdner SC waarmee hij drie keer het Midden-Duitse voetbalkampioenschap won. In 1932 ging hij Racing Club de Paris trainen en was hij ook interim-coach van Oostenrijk. In 1933 keerde hij terug bij FC Lausanne-Sport en ging ook met Meisl aan de slag bij de Oostenrijkse ploeg.
Hij trainde in 1934 kortstondig Fulham waar ook zijn zoon Joe speelde. Een blindedarmoperatie beëindigde in 1935 zijn dienstverband waarna Meisl hem wederom naar Oostenrijk haalde waar hij het team trainde dat op de Olympische Zomerspelen in 1936 de zilveren medaille won.
Hierna keerde hij definitief terug naar Engeland waar hij Aston Villa FC, Burnley en Brentford FC trainde waarna hij nog tot op hoge leeftijd bij de jeugd van Aston Villa werkzaam was.